# کواه
کواه (به لاتین: Kuah) یک منطقهٔ مسکونی در مالزی است که در کداح واقع شده‌است.